# Список министров России по делам СНГ

## Государственный комитет РСФСР-Российской Федерации по экономическому сотрудничеству с государствами—членами СНГ
Образован 27 декабря 1991 года (Указ Президента РСФСР от 27 декабря 1991 № 330).
| Имя                                    | Дата вступления в должность | Дата снятия с должности |
| -------------------------------------- | --------------------------- | ----------------------- |
| Машиц, Владимир Михайлович (1953—2019) | 27 декабря 1991             | 10 января 1994          |

25 декабря 1991 года Верховный Совет РСФСР принял закон о переименовании РСФСР в Российскую Федерацию. 21 апреля 1992 года Съезд народных депутатов РСФСР утвердил переименование, внеся соответствующие изменения в Конституцию РСФСР, которые вступили в силу 16 мая 1992 года.
10 января 1994 года преобразован в Министерство РФ по сотрудничеству с государствами — участниками СНГ.

## Министерство Российской Федерации по сотрудничеству с государствами—участниками СНГ
Образовано 10 января 1994 года на базе Государственного комитета РФ по экономическому сотрудничеству с государствами — членами Содружества (Указ Президента РФ от 10 января 1994 года № 66).
| Имя                                           | Дата вступления в должность | Дата снятия с должности |
| --------------------------------------------- | --------------------------- | ----------------------- |
| Машиц, Владимир Михайлович (1953—2019), и. о. | 10 января 1994              | 16 февраля 1995         |
| Серов, Валерий Михайлович (род. 1940)         | 16 февраля 1995             | 22 августа 1996         |
| Тулеев, Аман Гумирович (1944—2023)            | 22 августа 1996             | 1 июля 1997             |
| Адамишин, Анатолий Леонидович (1934—2025)     | 28 августа 1997             | 30 апреля 1998          |

Упразднено 30 апреля 1998 года (Указ Президента РФ от 30 апреля 1998 года № 483). Функции министерства разделены между Министерством иностранных дел РФ и Министерством промышленности и торговли РФ.

## Министерство Российской Федерации по делам СНГ
Образовано 22 сентября 1998 года (Указ Президента РФ от 22 сентября 1998 года № 1142).
| Имя                                      | Дата вступления в должность | Дата снятия с должности |
| ---------------------------------------- | --------------------------- | ----------------------- |
| Пастухов, Борис Николаевич (1933—2021)   | 25 сентября 1998            | 25 мая 1999             |
| Драчевский, Леонид Вадимович (род. 1942) | 25 мая 1999                 | 17 мая 2000             |

Упразднено 17 мая 2000 года (Указ Президента РФ от 17 мая 2000 года № 867). Функции министерства разделены между Министерством иностранных дел РФ и Министерством экономического развития и торговли РФ.

## Федеральное агентство по делам СНГ, соотечественников, проживающих за рубежом, и по международному гуманитарному сотрудничеству
Указом Президента РФ от 12 мая 2008 года № 724 создано Федеральное агентство по делам Содружества Независимых Государств, подведомственное Министерству иностранных дел РФ. 

6 сентября 2008 года агентство переименовано в Федеральное агентство по делам Содружества Независимых Государств, соотечественников, проживающих за рубежом, и по международному гуманитарному сотрудничеству (Россотрудничество) (Указ Президента РФ от 6 сентября 2008 года № 1315).
| Имя                                            | Дата вступления в должность | Дата снятия с должности |
| ---------------------------------------------- | --------------------------- | ----------------------- |
| Мухаметшин, Фарит Мубаракшевич (род. 1947)     | 17 октября 2008             | 5 марта 2012            |
| Косачев, Константин Иосифович (род. 1962)      | 5 марта 2012                | 22 декабря 2014         |
| Глебова, Любовь Николаевна (род. 1960)         | 23 марта 2015               | 26 сентября 2017        |
| Митрофанова, Элеонора Валентиновна (род. 1953) | 19 декабря 2017             | 25 июня 2020            |
| Примаков, Евгений Александрович (род. 1976)    | 25 июня 2020                | настоящее время         |